# 李启斌
李启斌（1936年8月3日—2003年9月23日），男，湖北宜都人，中国天文学家，曾任中国科学院北京天文台台长、中国天文学会理事长。

## 生平
早年就读于湖北宜昌一中。1956年加入中国共产党。1957年毕业于南京大学数学天文系。1957年任南京紫金山天文台研究实习员。1958年调中国科学院北京天文台工作，历任研究实习员、助理研究员、副研究员、研究员、博士生导师，副台长，1987年至1998年任北京天文台台长，先后两次当选中国天文学会理事长。

## 学术贡献
李启斌在天文学多个领域做出重要贡献：
- 天文选址：20世纪50-60年代，在著名实测天体物理学家程茂兰先生直接领导下，带领团队在河北省兴隆县南双洞乡连营寨成功选定了符合现代光学天文观测要求的兴隆观测站址，奠定了北京天文台兴隆观测基地的基础。
- 星系动力学：1976年与林家翘合作，首次提出了星系密度波长期维持的理论机理[2]，该成果获1978年全国科学大会表彰。
- 类星体与超新星观测：1989年主导建成当时东亚最大的2.16米光学望远镜，并推动中国天文学家首次利用本国望远镜独立发现类星体与超新星，其中北京天文台观测的超新星SN 1993J研究成果发表在国际顶级学术期刊《自然》（Nature）上[3]。
- 天文学战略规划：20世纪90年代提出建设中国“一天一地”（地面大望远镜和空间望远镜）重大天文设备战略，参与提出并推动硬X射线调制望远镜（HXMT）计划以及LAMOST（郭守敬望远镜）重大科学工程的建设。

## 科普与教育贡献
李启斌致力于天文科普与教育事业：
- 著作《天体是怎样演化的》获1980年全国优秀科普作品一等奖，并被授予“建国以来有突出贡献的科普作家”称号。
- 翻译哥白尼名著《天体运行论》以及其他重要天文学科普著作，影响深远。
- 2002年在北京大学创办广受欢迎的“天文与艺术”课程。

## 逝世与纪念
2003年9月23日，李启斌因病在北京逝世，享年67岁。他对中国天文学发展做出了杰出贡献，其著作和学术思想持续影响着后来者。2013年，国际天文学联合会把一颗永久编号为第23701号的小行星命名为“Li Qibin”（李启斌），以纪念他在天文学领域的卓越贡献。